# アルコRS-2形ディーゼル機関車
アルコRS-2は、車軸配置B-Bの、ロード・スイッチャータイプの電気式ディーゼル機関車である。製造期間は1946年10月から1950年2月にかけて、アメリカン・ロコモティブ（アルコ）で366両、カナダの子会社であるモントリオール・ロコモティブ・ワークス（MLW）で17両の計383両が製造された。

## 解説
本形式は、GM-EMD、フェアバンクス・モース、ボールドウィン・ロコモティブ・ワークスに対抗して製造された。1947年、フェアバンクス・モースは1,500馬力のH-15-44を、また同年、ボールドウィンはやはり1,500馬力(1,125kW)のDRS-4-4-1500をリリースしていた。
搭載するエンジンはアルコの4V型12気筒 (131.288 cc)、ストロークディーゼルエンジン244型（1000 rpm）で、出力は1,500馬力(1,100kW)である。1950年2月以降にアルコで製造された31両は、1,600馬力(1,200kW)に出力増強された。
やがて、アルコ、フェアバンクス・モース、ボールドウィンの各社もこれらの1,500馬力の機関車を1,600馬力に増強したものに発展させた。GM-EMDのみは、1,500馬力のGP7を発展させた1,700馬力(1,300kW)のGP9を1954年に完成させた。GP7の製造両数が2,729両に及んだのに対し、アルコの製造両数はRS-2が383両、RS-3が1,370両であった。フェアバンクス・モースのH-15-44は30両、ボールドウィンのDRS-4-4-1500は32両、その発展形のAS-16は127両の製造に終わった。

## 現在の状況
リオ・ティントグループのケネコット・カッパー・コーポレーション(KCC)にて使用されていた908号(以前は104号)など、3両がカリフォルニア州ポートラにあるウェスタン・パシフィック鉄道博物館に保存されている。